# Viscum obovatum
Viscum obovatum är en sandelträdsväxtart som beskrevs av William Henry Harvey. Viscum obovatum ingår i släktet mistlar, och familjen sandelträdsväxter. Inga underarter finns listade i Catalogue of Life.